# آگاته اوویلینگیییمانا
آگاته اوویلینگیییمانا (به انگلیسی: Agathe Uwilingiyimana)، نخست وزیر کشور آفریقایی رواندا بود.
او در سال ۱۹۵۳ به دنیا آمد و در ۷ آوریل ۱۹۹۴ درگذشت. آگاته اوویلینگیییمانا تنها زن نخست‌وزیر در تاریخ رواندا بوده‌است. او در اوایل جریانات نسل‌کشی رواندا، ترور و کشته شد.